# 茲維里夫
50°47′11″N 25°34′3″E / 50.78639°N 25.56750°E
茲維里夫（烏克蘭語：Звірів），是烏克蘭的村落，位於該國西部沃倫州，由盧茨克區負責管轄，始建於1570年，面積3.46平方公里，海拔高度200米，2001年人口670，人口密度每平方公里193.42人。